# جيمس نيومان
جيمس نيومان هو سياسي كندي، ولد في 19 يونيو 1903 في كندا، وتوفي في 13 فبراير 1963.